# Dave Raun
Dave Raun (7 juni 1970) is de drummer van de melodische punkband Lagwagon. Hij verving ook drummer Sean "SC" Sellers van Good Riddance voor korte tijd. Daarnaast drumt Raun voor de punk/coverband Me First and the Gimme Gimmes, waar Joey Cape (ook lid van Lagwagon) ook in speelt. In Me First and the Gimme Gimmes spelen verder ook leden van NOFX, Swingin' Utters en Foo Fighters. Raun begon zijn muziekcarrière midden jaren 80 met het drummen in talloze bands voordat hij bij de Californische hardcore punk-band Rich Kids on LSD ging spelen in 1992. Raun trad toe tot Lagwagon in 1996, waarmee hij de originele drummer Derrick Plourde verving. Hij heeft daarnaast ook gedrumd voor de punkbands Hot Water Music en Black President. Met deze bands heeft hij echter geen albums opgenomen.

## Discografie
| Jaar | Titel                                               | Label            | Met                           |
| ---- | --------------------------------------------------- | ---------------- | ----------------------------- |
| 1993 | Reactivate                                          | Epitaph Records  | Rich Kids on LSD              |
| 1995 | Riches to Rags                                      | Epitaph Records  | Rich Kids on LSD              |
| 1997 | Have a Ball                                         | Fat Wreck Chords | Me First and the Gimme Gimmes |
| 1997 | Double Plaidinum                                    | Fat Wreck Chords | Lagwagon                      |
| 1998 | Let's Talk About Feelings                           | Fat Wreck Chords | Lagwagon                      |
| 1999 | Are a Drag                                          | Fat Wreck Chords | Me First and the Gimme Gimmes |
| 2000 | Let's Talk About Leftovers                          | Fat Wreck Chords | Lagwagon                      |
| 2000 | The Phenomenon of Craving                           | Fat Wreck Chords | Good Riddance                 |
| 2001 | Blow in the Wind                                    | Fat Wreck Chords | Me First and the Gimme Gimmes |
| 2003 | Blaze                                               | Fat Wreck Chords | Lagwagon                      |
| 2003 | Take a Break                                        | Fat Wreck Chords | Me First and the Gimme Gimmes |
| 2004 | Ruin Jonny's Bar Mitzvah                            | Fat Wreck Chords | Me First and the Gimme Gimmes |
| 2005 | Live in a Dive                                      | Fat Wreck Chords | Lagwagon                      |
| 2005 | Resolve                                             | Fat Wreck Chords | Lagwagon                      |
| 2006 | Love Their Country                                  | Fat Wreck Chords | Me First and the Gimme Gimmes |
| 2008 | Have Another Ball                                   | Fat Wreck Chords | Me First and the Gimme Gimmes |
| 2008 | I Think My Older Brother Used to Listen to Lagwagon | Fat Wreck Chords | Lagwagon                      |
| 2014 | Are We Not Men? We Are Diva!                        | Fat Wreck Chords | Me First and the Gimme Gimmes |
| 2014 | Hang                                                | Fat Wreck Chords | Lagwagon                      |
| 2019 | Railer                                              | Fat Wreck Chords | Lagwagon                      |